# Htop
Htop是一款运行于Linux系统监控与进程管理软件，用于取代Unix下传统的top。与top只提供最消耗资源的进程列表不同，htop提供所有进程的列表，并且使用彩色标识出处理器、swap和内存状态。
用户一般可以在top无法提供详尽系统信息的情况下选择安装并使用htop。比如，在查找应用程序的内存泄漏问题时。与top相比，htop提供更方便、光标控制的界面来杀死进程。
htop用C语言编写，采用了ncurses库。htop的名称源于其作者的名字。
FreeBSD可以运行htop。